# Compsognathidae
Compsognathidae là một họ khủng long ăn thịt nhỏ, tồn tại từ kỷ Jura đến kỷ Phấn trắng. Vết tích lông vũ hiện diện ở bốn chi, Compsognathus, Sinosauropteryx, Sinocalliopteryx và Juravenator. Trong số đó, Juravenator, Sinosauropteryx, và Sinocalliopteryx cho thấy bằng chứng về một bộ lông đơn giản, nguyên thủy; Juravenator và Compsognathus còn cho thấy vảy trên đuôi và chân sau.